# Rede transeuropeia de transportes

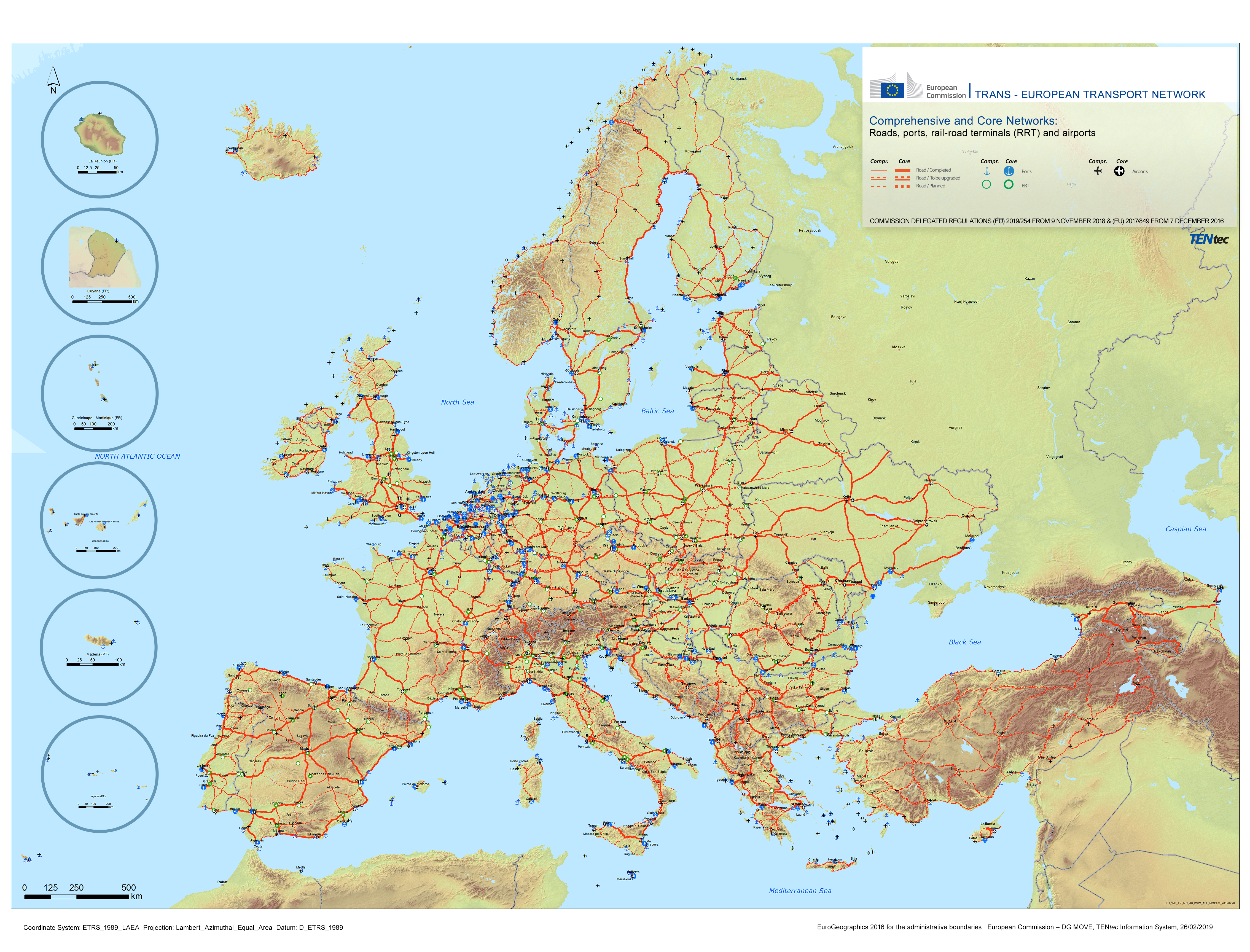
Mapa das redes abrangente e principal da RTE-T

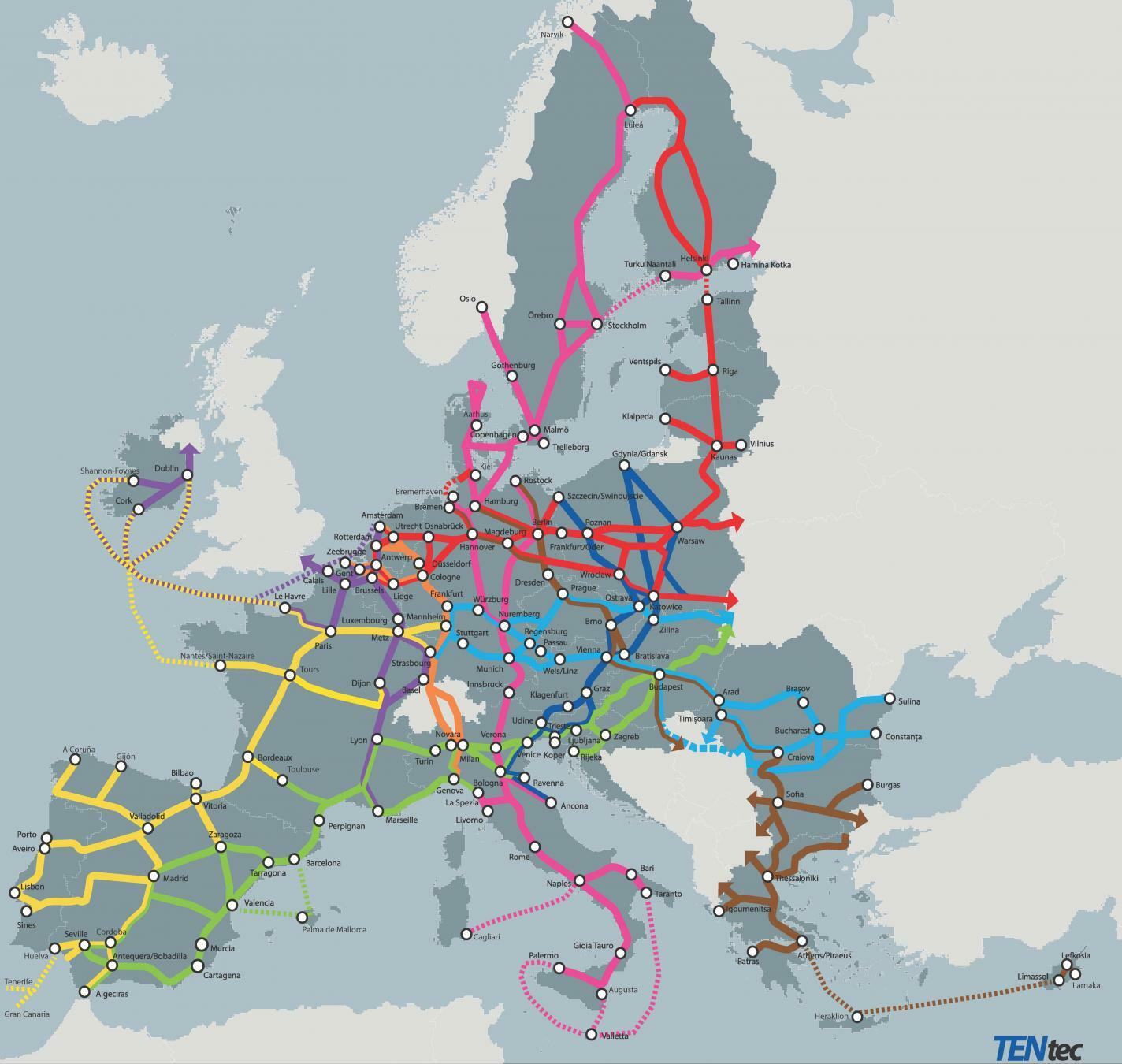
Mapa dos Corredores Europeus de Transporte

A Rede Transeuropeia de Transportes ( RTE-T ) é uma rede planejada de estradas, ferrovias, aeroportos e infraestruturas hídricas na União Europeia . A rede RTE-T faz parte de um sistema mais amplo de redes transeuropeias (RTE), incluindo uma rede de telecomunicações (eTEN) e uma rede energética proposta (RTE-E ou Ten-Energy). A Comissão Europeia adoptou os primeiros planos de ação sobre redes transeuropeias em 1990.
A RTE-T prevê melhorias coordenadas nas estradas principais, caminhos-de-ferro, vias navegáveis interiores, aeroportos, portos marítimos, portos interiores e sistemas de gestão de tráfego, proporcionando rotas integradas e intermodais de longa distância e alta velocidade. A decisão de adoptar a RTE-T foi tomada pelo Parlamento e pelo Conselho Europeu em Julho de 1996. A UE trabalha para promover as redes através de uma combinação de liderança, coordenação, emissão de directrizes e aspectos de financiamento do desenvolvimento.
Estes projetos são geridos técnica e financeiramente pela Agência de Execução para a Inovação e as Redes (INEA), que substituiu a Agência de Execução da Rede Transeuropeia de Transportes (RTE-T EA) em 31 de dezembro de 2013. O nono e mais recente projeto, o Corredor Reno-Danúbio , foi anunciado para o período financeiro de 2014–2020.  

## Objetivos
A rede tem como principais objetivos (Orientações, 2008):
- Assegurar mobilidade e infraestruturas de qualidade para pessoas e para mercadorias;
- Combinar todos os modos de transporte;
- Cobrir a totalidade do território da comunidade europeia e estender a rede aos Estados-Membros da Associação Europeia de Livre Comércio (EFTA), países da Europa Central e Oriental e países mediterrânicos;
- Permitir a melhor utilização possível das capacidades existentes;
- Ser economicamente viável;
- Ter informação aberta sobre todos os seus elementos.

## Corredores de rede principal
Esta é a lista completa dos corredores da rede principal da RTE-T.  
| Corredor | Nome                                | De          | Através             | Para        | Comprimento |
| -------- | ----------------------------------- | ----------- | ------------------- | ----------- | ----------- |
| 1        | Corredor Báltico-Adriático          | Gdynia      | Viena               | Ravena      | 2400 km     |
| 2        | Corredor Mar do Norte-Báltico       | Helsínquia  | Varsóvia            | Antuérpia   | 3200 km     |
| 3        | Corredor Mediterrâneo               | Algeciras   | Lyon – Veneza       | Miskolc     | ~ 3000 km   |
| 4        | Corredor Oriente/Leste-Mediterrâneo | Hamburgo    | Budapeste – Sófia   | Nicósia     | ~ 3700 km   |
| 5        | Corredor Escandinavo-Mediterrâneo   | Helsínquia  | Copenhaga – Munique | Valeta      | 4858 km     |
| 6        | Corredor Reno-Alpino                | Génova      | Cologne             | Roterdão    | 1300 km     |
| 7        | Corredor Atlântico                  | Lisboa      | Vitoria-Gasteiz     | Estrasburgo | 8200 km     |
| 8        | Corredor Mar do Norte-Mediterrâneo  | Dublin      | Cork – Le Havre     | Bruxelas    | 933 km      |
| 9        | Corredor Reno-Danúbio               | Estrasburgo | Budapeste           | Constança   | 2137 km     |

## Características das diferentes redes de transporte
Existem várias redes envolvidas na Rede Transeuropeia de transportes, que têm as seguintes características (Orientações, 2008):
Características da rede rodoviária:
- É composta por autoestradas e estradas de alta qualidade, sendo completada por ligações novas ou renovadas.
- Engloba a gestão da circulação e um sistema de informação dos utentes, com base numa cooperação ativa dos sistemas de gestão da circulação à escala europeia, nacional e regional.
- Garante aos utentes um nível elevado de serviços, conforto e segurança, homogéneo e constante.

Características da rede ferroviária:
- É composta pela rede de alta velocidade e pelas linhas convencionais.
- Oferece aos utentes um elevado nível de qualidade e de segurança graças à sua continuidade e interoperabilidade e a um sistema harmonizado de controlo e comando.
- Em 2020 terá uma extensão total de 94.000 km de ferrovia, sendo construídos 12500 km e modernizados 12300 km até essa data. Essa rede vai incluir 20000 km de linhas de alta velocidade (RTE-T, 2007).

Características da rede de vias navegáveis e dos portos de navegação interior:
- Este sistema engloba uma rede de rios e canais, uma rede de ligações e ramificações, infraestruturas portuárias e sistemas eficientes de gestão do tráfego.
- Permitem a interconexão entre o transporte marítimo e os outros modos de transporte. Oferecem equipamentos e serviços para passageiros e mercadorias (serviços de ferry, etc.).

Características da rede de autoestradas marítimas:
- Permite concentrar os fluxo de mercadorias dos itinerários marítimos de tipo logístico, reduzir o congestionamento rodoviário e melhorar a comunicação entre os Estados e as regiões periféricas e insulares.
- Melhora as ligações marítimas existentes para o transporte de mercadorias entre Estados-Membros.

Características da rede aeroportuária:
- É constituída por aeroportos de interesse comum, situados no território da Comunidade e abertos ao tráfego aéreo comercial, com ligações dentro da Comunidade e entre esta e o resto do mundo. A tendência é a de estes aeroportos ficarem ligados às linhas de alta velocidade da rede ferroviária.

Características da rede de transporte combinado:
- É composta por vias navegáveis e vias ferroviárias, que podem ser combinadas com redes rodoviárias, permitindo o transporte de mercadorias a longa distância entre todos os Estados-Membros.
- Engloba as instalações de transbordo entre as diferentes redes.

Características da rede de gestão e de informação:
- Abrange os serviços costeiros ou portuários de tráfego marítimo, bem como os sistemas de determinação da posição dos navios (notificação de navios que transportam mercadorias perigosas e de comunicações de socorro e segurança marítima).

Características da rede de gestão do tráfego aéreo:
- Engloba o plano de navegação aérea (espaço aéreo destinado ao tráfego, rotas e instrumentos de auxílio à navegação), o sistema de gestão dos fluxos de tráfego e o sistema de controlo do tráfego aéreo.

Características da rede de sistemas de determinação da posição dos navios e de navegação:
- Abrange os sistemas de determinação da posição (GPS) e de navegação por satélite e os sistemas definidos no âmbito do futuro plano europeu de radionavegação.

## Projetos prioritários

#### Orientações (2013)
Em dezembro de 2013, com os Regulamentos (UE) 1315/2013 (Diretrizes RTE-T) e (UE) 1316/2013 (Mecanismo Interligar a Europa 1), a rede RTE-T foi definida em três níveis, a rede abrangente e a rede principal e, nela, os nove corredores da rede principal.
Em 17 de outubro de 2013, foram anunciados nove corredores da rede principal (em vez dos 30 projetos prioritários TENT). Estes foram:
1. Corredor Báltico-Adriático (Polónia-Tcheca/Eslováquia-Áustria-Itália);
2. Corredor Mar do Norte-Báltico (Finlândia-Estónia-Letónia-Lituânia-Polónia-Alemanha-Países Baixos/Bélgica);
3. Corredor Mediterrâneo (Espanha–França–Norte de Itália–Eslovénia–Croácia–Hungria);
4. Corredor Oriente/Leste-Mediterrâneo (Alemanha–Tcheca–Áustria/Eslováquia–Hungria–Romênia–Bulgária–Grécia–Chipre);
5. Corredor Escandinavo-Mediterrâneo (Finlândia-Suécia-Dinamarca-Alemanha-Áustria-Itália);
6. Corredor Reno-Alpino (Holanda/Bélgica-Alemanha-Suíça-Itália);
7. Corredor Atlântico (anteriormente conhecido como Corredor Lisboa–Estrasburgo ) (Portugal–Espanha–França);
8. Corredor Mar do Norte-Mediterrâneo (Irlanda-Reino Unido-Holanda-Bélgica-Luxemburgo-Marselha (França),
9. Corredor Reno-Danúbio (Alemanha-Áustria-Eslováquia-Hungria-Romênia com ramal Alemanha-Tcheca-Eslováquia);

Em julho de 2021, com o Regulamento (UE) 2021/1153 (Mecanismo Interligar a Europa 2), os nove corredores da rede principal foram alargados, de forma parcialmente significativa (por exemplo, Atlântico, Mar do Norte Báltico, Scand-Med), enquanto o Mar do Norte-Med porque do Brexit mudou para Irlanda-Bélgica-Holanda e Irlanda-França.
Conexões com Países não Membros
O desenvolvimento do Ten-T nos Balcãs (Albânia, Bósnia e Herzegovina, Kosovo, Montenegro, Macedónia do Norte e Sérvia) foi entregue em 2017 à Comunidade de Transportes do Sudeste da Europa.
Em 2017, foi decidido que as Redes Transeuropeias de Transportes seriam alargadas à Europa Oriental e incluiriam os estados membros da Parceria Oriental. A expansão mais a leste da Rede Transeuropeia de Transportes alcançou a Armênia em fevereiro de 2019.
Em Julho de 2022, foi acordado ligar quatro corredores de transporte europeus à Moldávia e à Ucrânia e retirar a Rússia e a Bielorrússia do mapa da RTE-T.  Um relatório de agosto de 2023 recomendou que a RTE-T fosse alargada à Moldávia e à Ucrânia com uma linha ferroviária de bitola padrão (1435 mm), para ajudar na sua integração com as redes ferroviárias da UE, algumas linhas correndo ao longo das linhas russas de 1520 mm para evitar perturbações durante a construção.

## Projetos prioritários anteriores

#### Orientações (2008)
Tendo como prioridades de ação a realização de ligações que facilitem o transporte, a optimização das infraestruturas já existentes, a obtenção de interoperabilidade entre os elementos da rede e a integração da preocupação ambiental, a comissão Europeia estabeleceu uma lista de 30 projetos prioritários (cujo custo é de 225 000 milhões de euros):
1. Eixo ferroviário Berlim-Verona/Milão-Bolonha-Nápoles-Messina;
2. Comboio de alta velocidade Paris-Bruxelas/Bruxelas-Colónia-Amesterdão-Londres;
3. Eixo ferroviário de alta velocidade do sudoeste da Europa;
4. Eixo ferroviário de alta velocidade Leste (incluindo a ligação Paris-Estrasburgo/Luxemburgo);
5. Caminho-de-ferro clássico/transporte combinado ou linha de Betuwe;
6. Eixo ferroviário Lyon-Trieste-Divaca/Koper-Liubliana-Budapeste-fronteira ucraniana;
7. Eixo de autoestradas Igoumenitsa/Patra-Atenas-Sófia-Budapeste;
8. Eixo multimodal Portugal/Espanha-resto da Europa;
9. Eixo ferroviário Cork-Dublin-Belfast-Stranraer;
10. Aeroporto Malpensa de Milão;
11. Ligação fixa Öresund;
12. Eixo ferroviário/rodoviário do triângulo nórdico;
13. Eixo rodoviário Irlanda/Reino Unido/Benelux;
14. Ligação ferroviária West coast main line;
15. Sistema global de navegação e de determinação da posição por satélite GALILEO;
16. Eixo ferroviário de transporte de mercadorias através dos Pirenéus Sines/Algeciras-Madrid-Paris;
17. Eixo ferroviário Paris-Stuttgart-Viena-Bratislava;
18. Eixo fluvial do Reno/Mosa-Meno-Danúbio;
19. Interoperabilidade da rede ferroviária de alta velocidade da Península Ibérica;
20. Eixo ferroviário do Fehmarn Belt entre a Alemanha e a Dinamarca;
21. «Autoestradas» marítimas: mar Báltico, arco atlântico, Europa do sudeste, Mediterrâneo ocidental;
22. Eixo ferroviário Atenas-Sófia-Budapeste-Viena-Praga-Nuremberga /Dresden;
23. Eixo ferroviário Gdansk-Varsóvia-Brno/Bratislava-Viena;
24. Eixo ferroviário Lyon/Genebra-Basileia-Duisburg-Roterdão/Antuérpia;
25. Eixo de autoestradas Gdansk-Brno/Bratislava-Viena;
26. Eixo ferroviário/rodoviário Irlanda/Reino Unido/Europa continental;
27. Eixo ferroviário Rail Baltica Varsóvia-Kaunas-Riga-Tallinn -Helsínquia;
28. Eurocaprail no eixo ferroviário Bruxelas-Luxemburgo-Estrasburgo;
29. Eixo ferroviário do corredor intermodal mar Jónico/Adriático;
30. Ligação fluvial Sena-Escalda.

De todos os projetos prioritários, podem-se realçar o eixo ferroviário de alta velocidade do Sudoeste da Europa, a ligação multimodal Portugal - Espanha - Europa Central, o projeto Galileo, o eixo ferroviário de mercadorias Sines / Algeciras - Madrid - Paris e as autoestradas do mar, pois são projetos relevantes para Portugal e contam com um orçamento de 8013 milhões de euros para o período de 2007 a 2013 (Rede, 2008).
Em 2019, vários deles estão concluídos, por exemplo, os números 2, 5 e 11, outros estão em curso, por exemplo, os números 12 e 17, e alguns não foram iniciados, por exemplo, os números 27.

## Lista de redes de transporte
Cada meio de transporte possui uma rede. As redes são:
- Rede rodoviária transeuropeia
- Rede ferroviária transeuropeia, que inclui a rede ferroviária transeuropeia de alta velocidade, bem como a rede ferroviária transeuropeia convencional
- Rede transeuropeia de vias navegáveis interiores e portos interiores
- Rede Transeuropeia de Portos Marítimos
- Autoestradas do Mar (adicionada pela Decisão n.º 884/2004/CE)
- Rede transeuropeia de aeroportos
- Rede Transeuropeia de Transporte Combinado
- Rede transeuropeia de gestão e informação de transporte marítimo
- Rede transeuropeia de gestão do tráfego aéreo, que inclui os conceitos de Céu Único Europeu e SESAR
- Rede Transeuropeia de Posicionamento e Navegação, que inclui o Galileo